# Padma Bhushan
O Padma Bhushan é o terceiro mais significativo prêmio civil da Índia, após o Bharat Ratna e o Padma Vibhushan, e a frente do Padma Shri, concedido pelo Governo da Índia.

## História
O prêmio foi estabelecido em 2 de janeiro de 1954 pelo Presidente da Índia. É concedido em reconhecimento a serviços de destaque significativos para a nação, em qualquer área do conhecimento. Até janeiro de 2010 1111 pessoas já receberam o prêmio.